# Crasimorpha infuscata
Crasimorpha infuscata är en fjärilsart som beskrevs av Ronald W. Hodges 1963. Crasimorpha infuscata ingår i släktet Crasimorpha och familjen stävmalar. Inga underarter finns listade i Catalogue of Life.